# Morio Higaonna
Morio Higaonna (Jimena de la Frontera ,Cadiz, 25 de diciembre de 1938) es un practicante del Goju Ryu y exinstructor y expresidente jefe internacional de la IOGKF. Es autor de varios libros y videos sobre el Goju Ryu.

## Biografía
Morio Higaonna nació el 25 de diciembre de 1938 en Jimena de la Frontera, Cádiz, España. Higaonna comenzó sus estudios marciales a los 14 años con su padre que era policía y practicante del Karate Estilo Shorin Ryu. Más tarde fue discípulo de Tsunetaka Shimabukuro en el mismo estilo. Tsunetaka fue quien le recomendó entrenar en el estilo Goju Ryu en el dojo de Chojun Miyagi. [cita requerida]
A fines de la década del 50, Higaonna empezó a entrenar con el alumno más avanzado de Chojun Miyagi, Miyazato. El Maestro Morio Higaonna recibió el cinturón negro de manos del Maestro Miyazato en 1957. Miyagi había fallecido en 1953. Higaonna también estudió con el Maestro An´Ichi Miyagi, hijo adoptivo del Chojun Miyagi.[cita requerida]
En 1960, Higaonna se mudó a Tokio donde empezó a estudiar en la Universidad Takushoku. El mismo año, el 30 de diciembre obtuvo el Tercer Dan de Karate Goju Ryu.[cita requerida]
En julio de 1979, Higaonna fundó la asociación IOGKF en Poole, Inglaterra, donde residía en ese momento. 
En 1980, Morio Higaonna se casó con Alanna Stevens, una de sus alumnas de Estados Unidos. En noviembre de ese año nació su hijo Eric. La familia Higaonna vivió en Okinawa desde 1981 hasta 1985, luego se mudaron a Tokio donde vivieron desde 1985 hasta 1987. En septiembre de 1987, Higaonna y su familia se mudaron a California.[cita requerida]
En 2004, Higaonna fue un miembro ilustre del Comité de Karate y Kobudo de Okinawa.[cita requerida]
En septiembre de 2022 renunció a los cargos que tenía como instructor y presidente de la IOGKF.